# Moise Poida
Moise Poida (22 aprile 1978) è un allenatore di calcio ed ex calciatore vanuatuano.

## Carriera

### Nazionale
Conta 22 presenze con la maglia della propria Nazionale.

## Palmarès

### Giocatore

#### Competizioni nazionali
- Campionato di Vanuatu: 7

Tafea: 2001, 2002, 2003, 2004, 2005, 2006, 2007